# AJ (航空機)
AJ / A-2 サヴェージ
飛行するAJ-2P 129193号機
(VAP-61飛行隊所属、1956年から59年撮影)
- 用途：攻撃機
- 分類：艦上攻撃機
- 製造者：ノースアメリカン・エイヴィエーション社
- 運用者： アメリカ合衆国（アメリカ海軍）
- 初飛行：1948年7月3日
- 生産数：143機
- 生産開始：1949年5月
- 運用開始：1949年9月13日
- 退役：1960年
- 運用状況：退役

A-2 サヴェージ（North American A-2 Savage ）は、アメリカ合衆国のノースアメリカン社が開発しアメリカ海軍で運用された艦上攻撃機。
愛称の「サヴェージ (Savage)」は、「獰猛な、野蛮な」を意味する形容詞。1962年の命名規則の改定による改称の前はAJ サヴェージだった。

## 設計・開発
AJ サヴェージは、核兵器搭載可能な複合動力式の大型艦上攻撃機として設計されたが、写真偵察機としても使用され、後には空中給油機としても使われた。AJ-1/2およびAJ-1/2Pは1948年から1956年に掛けて存在した重攻撃複合航空隊で使用されたほか、写真偵察航空隊で任務についた。重攻撃機型は、航空母艦から発着できる最初の核爆撃機だった。
その導入時期はアメリカ海軍が、発展途上のジェットエンジンの装備を始めた時期であるが、初期のジェットエンジンは低速性能に難があり、空母からの離着艦には問題が多く、燃費も非常に悪かった。しかしながらレシプロエンジンとは比較にならない高速性能には大きな魅力があった。サヴェージの場合、その妥協点は、2基のプラット・アンド・ホイットニー R-2800レシプロエンジンと、胴体後部にアリソン J33ターボジェットエンジン1基を混合装備することだった。興味深いことに、R-2800レシプロエンジンとJ33ターボジェットエンジンは同じ燃料を使っていた。レシプロエンジンとターボジェットエンジンの組み合わせは、発艦時のパワー増大と、戦闘時のダッシュ速度の獲得を目的としていた。
サヴェージの最初の生産型は1949年5月に初飛行し、1950年8月31日、空母「コーラル・シー」（CV-43）において、この種の機体として初めての着艦を行った。
初期型のAJ-1は後日、爆弾倉にホース、燃料ポンプ、電動機、それにドローグなどの必要機材を満載し、空中給油機となった。必要な追加燃料は落下タンクから供給された。
1953年2月19日に初飛行したAJ-2は、エンジンを高性能化し、垂直安定板を高め、水平尾翼の上反角を無くしていた。
AJ-2Pはサヴェージの写真偵察機型である。そのほとんどは自動的に稼働する18台のカメラを装備しており、夜間および低高度での任務遂行が可能だった。夜間ミッションの場合は閃光弾も携行した。-2Pもまた、追加燃料の積載が可能だった。

## 各型
XAJ-1
試作型。プラット&ホイットニー R-2800-44（2,300hp）レシプロエンジン2基+アリソンJ-33-A-19ターボジェットエンジン1基装備。3機製作。
AJ-1 （A-2A）
初期量産型。プラット&ホイットニー R-2800-44W（2,400hp）レシプロエンジン2基+アリソンJ-33-A-10ターボジェットエンジン1基装備で55機製造。
AJ-2 （A-2B）
性能向上型。プラット&ホイットニー R-2800-48（2,500hp）レシプロエンジン2基+アリソンJ-33-A-10ターボジェットエンジン1基装備。
垂直尾翼を高め、胴体の延長と搭載燃料の増加を図った型式で55機製造。
AJ-2P
AJ-2の写真偵察機型。機首を改設計してカメラを搭載した。30機製作。

## 運用者

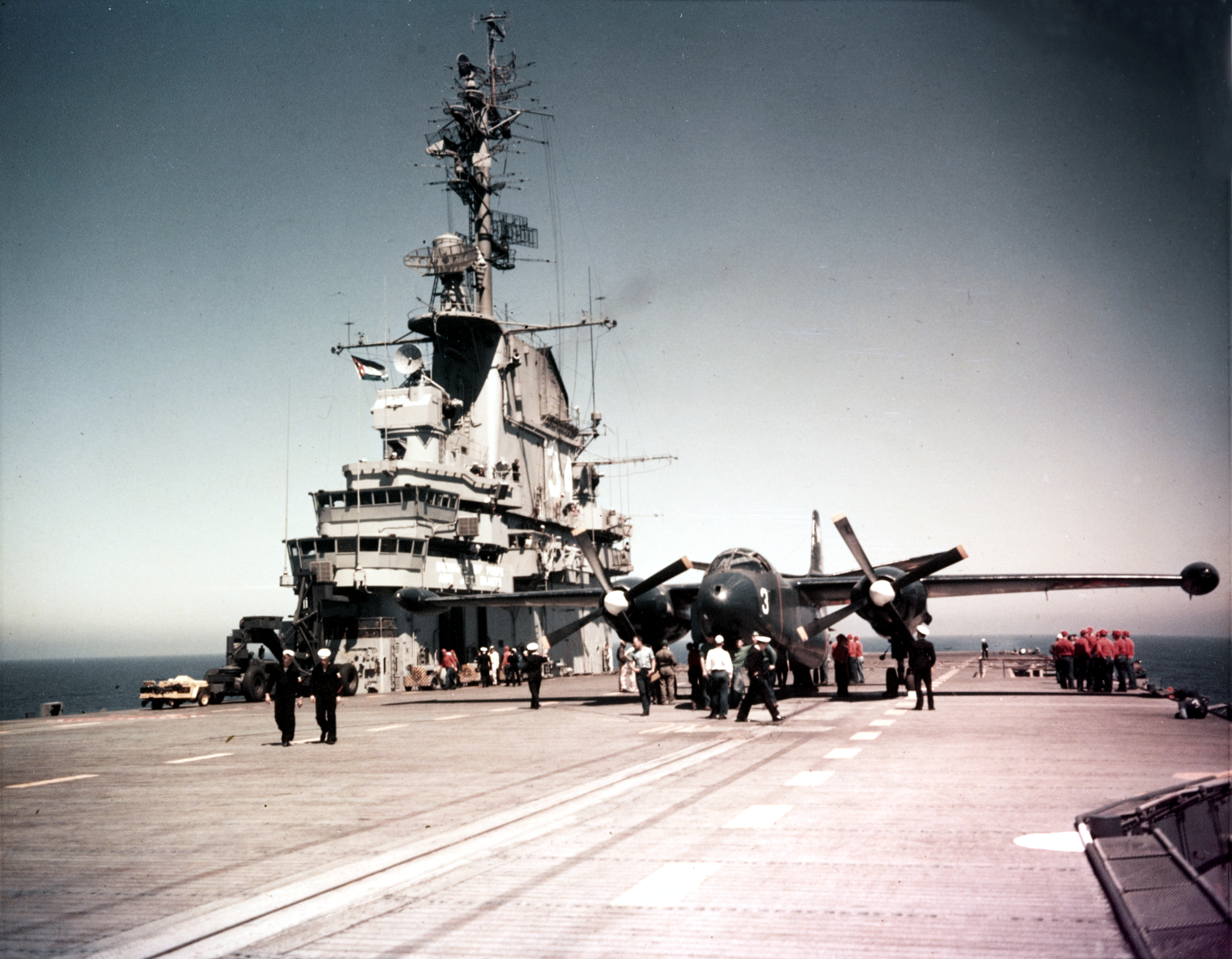
空母「オリスカニー」（CV-34）飛行甲板上のAJ-1 サヴェージ

アメリカ合衆国
- アメリカ海軍
  - VAH-15 1949年7月13日
  - VAH-16
  - VJ-61/VAP-61
  - VJ-62/VAP-62
  - VC-5/VAH-5
  - VC-6/VAH-6
  - VC-9/VAH-9
  - VC-7/VAH-7
  - VC-8/VAH-11

## 現存する機体
| 型名      | 番号   | 機体写真 | 所在地              | 所有者             | 公開状況 | 状態     | 備考 |
| --------- | ------ | -------- | ------------------- | ------------------ | -------- | -------- | ---- |
| AJ-2 A-2B | 130418 |          | アメリカ フロリダ州 | 国立海軍航空博物館 | 公開     | 静態展示 |      |

## 諸元
AJ-1
- 乗員： 3 名
- 全長： 63 ft 1 in （19.2 m）
- 全幅： 71 ft 5 in （21.8 m）
- 全高： 20 ft 5 in （6.2 m）
- 翼面積： 836 ft2 （78 m2）
- 空虚重量： 27,558 lb （12,500 kg）
- 全備重量： 47,000 lb （21,363 kg）
- 最大離陸重量： 50,954 lb （23,161 kg）
- エンジン： プラット&ホイットニー R-2800-44Wレシプロエンジン（2,400 hp）×2基、アリソン J33-A-1ターボジェットエンジン（推力20kN）×1基

- 最高速度： 409 ノット=M0.62 （758 km/h）
- 航続距離： 1,416 カイリ （2,622 km）
- 上昇限度： 43,000 ft （13,100 m）
- 翼面荷重： 63.2 lb/ft2 （309 kg/m2）
- 武装： 爆弾12,000 lb （5,400 kg）